# Bretteville-sur-Laize
Bretteville-sur-Laize is een gemeente in het Franse departement Calvados in de regio Normandië en het arrondissement Caen. De gemeente telde 1.911 inwoners op 1 januari 2022.

## Geschiedenis
Bretteville-sur-Laize was de hoofdplaats van het gelijknamige kanton tot het op 22 maart 2015 werd opgeheven en de gemeente werd opgenomen in het kanton Thury-Harcourt, dat begin 2021 werd hernoemd naar kanton Le Hom.

## Geografie
De oppervlakte van Bretteville-sur-Laize bedraagt 9,68 vierkante kilometer; Op 1 januari 2022 was de bevolkingsdichtheid 197,4 inwoners per km².

De onderstaande kaart toont de ligging van Bretteville-sur-Laize met de belangrijkste infrastructuur en aangrenzende gemeenten.

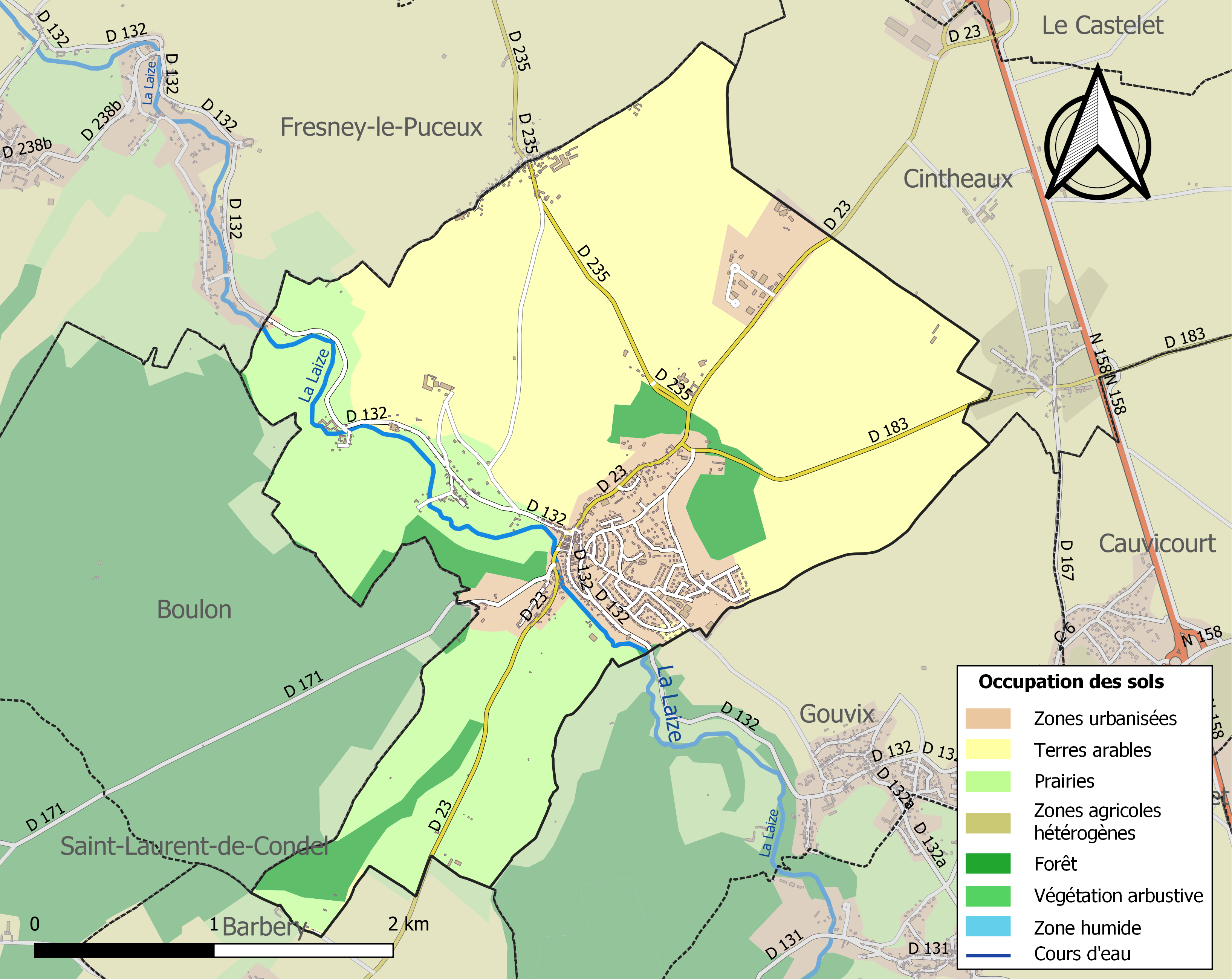

## Demografie
Onderstaande figuur toont het verloop van het inwonertal.
Vanwege een beveiligingsprobleem met de MediaWiki Graph-software is het momenteel niet mogelijk deze grafiek weer te geven. Zodra de software is bijgewerkt zal de grafiek vanzelf weer zichtbaar worden.
Barbery · Le Bô · Boulon · Bretteville-le-Rabet · Bretteville-sur-Laize · Le Bû-sur-Rouvres · Cauvicourt · Cauville · Cesny-les-Sources · Cintheaux · Clécy · Combray · Cossesseville · Croisilles · Culey-le-Patry · Donnay · Espins · Esson · Estrées-la-Campagne · Fresney-le-Puceux · Fresney-le-Vieux · Gouvix · Grainville-Langannerie · Grimbosq · Martainville · Meslay · Montillières-sur-Orne · Moulines · Les Moutiers-en-Cinglais · Mutrécy · Ouffières · La Pommeraye · Saint-Germain-le-Vasson · Saint-Lambert · Saint-Laurent-de-Condel · Saint-Omer · Saint-Rémy · Saint-Sylvain · Soignolles · Thury-Harcourt-le-Hom · Urville · Le Vey